# Gene Quintano
Gene Quintano, all'anagrafe Eugene Francis Quintano Jr. (New York, 1º dicembre 1946), è un attore, produttore cinematografico, sceneggiatore e regista statunitense.

## Filmografia

### Regista
- Honeymoon Academy (1990)
- Perché proprio a me? (1990)
- Palle in canna (1993)
- Dollar For The Dead (1998)

### Sceneggiatore
- Comin' at Ya!, regia di Ferdinando Baldi (1981)
- Il tesoro delle quattro corone (1982)
- Allan Quatermain e le miniere di re Salomone (King Solomon's Mines), regia di J. Lee Thompson (1985)
- Scuola di polizia 3 - Tutto da rifare (Police Academy 3: Back in Training), regia di Jerry Paris (1986)
- Scuola di polizia 4 - Cittadini... in guardia (Police Academy 4: Citizens on Patrol), regia di Jim Drake (1987)
- Gli avventurieri della città perduta (1987)
- Quando gli elefanti volavano (1995)
- A rischio della vita (1995)
- D'Artagnan (2001)